# Finale della Coppa CERS 1994-1995
La finale della 15ª edizione della Coppa CERS fu disputata in gara d'andata e ritorno tra i portoghesi del Barcelos e gli spagnoli del Tordera. Con il punteggio complessivo di 10 a 6 fu il Barcelos ad aggiudicarsi per la prima volta nella storia il trofeo.

## Le squadre
| Squadre  | Partecipazioni precedenti (il grassetto indica la vittoria) |
| -------- | ----------------------------------------------------------- |
| Barcelos | Nessuna                                                     |
| Tordera  | 1986                                                        |

## Il cammino verso la finale
Il Barcelos si qualificò alla finale con i seguenti risultati:
- Primo turno: eliminato l'Amatori Vercelli (vittoria per 5-3 all'andata e per 11-2 al ritorno);
- Ottavi di finale: eliminato il Porto (sconfitta per 6-4 all'andata e vittoria per 6-2 al ritorno);
- Quarti di finale: eliminato il Paço de Arcos (vittoria per 6-1 all'andata e sconfitta per 4-2 al ritorno);
- Semifinale: eliminato il Valongo (pareggio per 1-1 all'andata e vittoria per 8-4 al ritorno).

Il Tordera si qualificò alla finale con i seguenti risultati:
- Primo turno: eliminato il Basilea (vittoria per 12-1 all'andata e per 9-1 al ritorno);
- Ottavi di finale: eliminato il Weil (vittoria per 5-2 all'andata e per 12-0 al ritorno);
- Quarti di finale: eliminato il Voltregà (vittoria per 5-1 all'andata e pareggio per 5-5 al ritorno);
- Semifinale: eliminata il Flix (vittoria per 7-2 all'andata e per 6-2 al ritorno).

## Tabellini

### Andata
| Tordera 3 giugno 1995 | Tordera | 6 – 4 | Barcelos |  |

### Ritorno
| Barcelos 17 giugno 1995 | Barcelos | 6 – 0 | Tordera | Pavilhão Municipal |